# Llista de sahaba
Llista de sahaba o companys del profeta Muhàmmad, persones que el van trobar o el van veure en estat d’iman o fe i que després van morir en aquest estat. Per tal d’identificar les companyes del Profeta, aquestes s'han indicat amb el signe ♀ a l'esquerra del nom.
| Observació general sobre aquesta llista. Resulta difícil establir la historicitat de tots els personatges llistats, així com identificar-los amb claredat. De la mateixa manera, els noms d’alguns són dubtosos, ja que són freqüents els sobrenoms i existeixen nombroses incongruències entre les fonts. En aquest sentit, aquesta llista no es podrà considerar mai de cap manera definitiva. |

| Atenció. L'article àrab, al- (amb les seves variants ad-, adh-, aix-, an-, ar-, as-, at-, az-), no s'ha tingut en compte a l'hora d'ordenar alfabèticament els noms. |

| Índex A B C D E F G H I J K L M N O P Q R S T U V W X Y Z |

## A
- Aban al-Abdí
- Aban al-Muharibí
- Aban ibn Saïd ibn al-As
- Abbad ibn Bixr
- Al-Abbàs ibn Abd-al-Múttalib
- Al-Abbàs ibn Mirdàs
- Abd-Al·lah ibn Abbàs
- Abd-Al·lah ibn Abd-al-Àssad
- Abd-Al·lah ibn Abi-s-Sarah
- Abd-Al·lah ibn al-Àswad o Al-Àswad ibn Abd-Al·lah as-Suddussí al-Yamamí
- Abd-Al·lah ibn al-Àwar al-Maziní al-Aixà
- Abd-Al·lah ibn Amr ibn al-As
- Abd-Al·lah ibn Amr ibn Haram
- Abd-Al·lah ibn az-Zubayr
- Abd-Al·lah ibn Buhayna
- Abd-Al·lah ibn Hudhafa as-Sahmí
- Abd-Al·lah ibn Jahx
- Abd-Al·lah ibn Massud
- Abd-Al·lah ibn Rawaha
- Abd-Al·lah ibn Úmar ibn al-Khattab
- Abd-Al·lah ibn Umm-Maktum
- Abd-ar-Rahman ibn Awf
- Abd-ar-Rahman ibn Samura
- Abraha ibn as-Sabbah al-Habxí
- Abraha ibn Xarhabil
- Abu-Ayyub al-Ansarí
- Abu-Bakr as-Siddiq[1]
- Abu-Bakra
- Abu-d-Dardà al-Ansarí
- Abu-Dharr al-Ghifarí o Júndub ibn Junada
- Abu-Hurayra
- Abu-l-As ibn ar-Rabí
- Abu-Mussa al-Aixarí
- Abu-Said al-Khadirí
- Abu-Sàlama Abd-Al·lah ibn Abd-al-Assad
- Abu-Sufyan ibn al-Hàrith
- Abu-Sufyan ibn Harb
- Abu-Talha
- Abu-Ubayda Àmir ibn al-Jarrah
- Abu-Umama al-Bahilí
- Abu-Zama al-Balawí
- Àbyad al-Jinní
- Àbyad ibn Abd-ar-Rahman ibn an-Numan
- Àbyad ibn Àswad
- Àbyad ibn Hammal
- Àbyad ibn Haní ibn Muàwiya
- Al-Àdbat as-Sulamí Abu-Hàritha
- Al-Àdbat ibn Hayyí ibn Zal
- Àdham ibn Hidhra al-Lakhmí ar-Raixidí
- Adí ibn Hàtim
- Adim at-Taghlabí
- Al-Adra al-Aslamí
- Al-Adra as-Sulamí
- Àflah ibn Abi-l-Quays
- Àflah, mawla d’Umm-Sàlama
- Àflah, mawla del profeta Muhàmmad
- Al-Àgharr al-Ghifarí
- Al-Àgharr al-Muzní
- Al-Àgharr ibn Yassar al-Juhní
- Al-Àghlab ar.Ràjiz al-Ajlí
- Ahiha ibn Umayya ibn Khàlaf
- Àhmad ibn Hafs
- Àhmar Abu-Ussayb
- Àhmar ibn Juzí
- Àhmar ibn Màzin ibn Aws
- Àhmar ibn Muàwiya ibn Sulaym
- Àhmar ibn Qutn al-Hamdaní
- Àhmar ibn Siwà ibn Adí
- Àhmar ibn Sulaym
- Àhmar, mawla d’Umm-Sàlama
- Al-Ahmarí
- Al-Àhnaf ibn Qays
- Al-Àhwas ibn Abd ibn Umayya
- Al-Àhwas ibn Massud ibn Kab
- Ahzab ibn Ussayd
- Àïxa bint Abi-Bakr ♀
- Al-Àixat ibn Qays ibn Madí Karb al-Kindí
- Àixras ibn Ghàdira al-Kindí
- Al-Àkhdar ibn Abi-l-Àkhdar al-Ansarí
- Al-Àkhnas as-Sulamí
- Al-Àkhnas ibn Khabbab
- Al-Àkhram al-Assadí
- Al-Àkhram al-Hajimí
- Àktham ibn Sayfí
- Àktham ibn Sayfí ibn Abd-al-Uzza ibn Sad
- Al-Alà ibn al-Hadramí
- Alí ibn Abi-Tàlib
- Àmad ibn Abd al-Hadramí
- Amama bint Abi-l-As ibn ar-Rabí ♀
- Amana ibn Qays ibn al-Hàrith ibn Xayban ibn al-Fàtik al-Kindí
- Àmir ibn Wàthila
- Ammar ibn Yàssir
- Amr ibn al-As
- Amr ibn al-Hàmaq
- Amr ibn al-Jamuh
- Amr ibn Mad Yàkrab
- Anas ibn an-Nadr
- Anas ibn Màlik
- Aqas ibn Sàlama o Màslama al-Hanafí
- Aqil ibn Abi-Tàlib
- Al-Àqmar Abu-Alí o Amr ibn al-Hàrith
- Al-Aqra ibn Habis
- Àras ibn Amr al-Yaixkurí
- Àrbad ibn Humayr Abu-Hazza
- Àrbad ibn Jubayr
- Àrbad ibn Mukhxí
- Al-Àrqam ibn Abi-l-Àrqam
- Al-Àrqam al-Jinní
- Al-Àrqam an-Nakhaí
- Al-Àrqam ibn Jufayna
- Artà at-Taí
- Artà ibn al-Múndhir
- Artà ibn Kab ibn Xarahil
- Arwa bint Abd-al-Múttalib ♀
- Arwa bint Kurayz ♀
- Al-As ibn Hàixim ibn al-Hàrith
- Asdad ibn Fassà al-Farissí
- Al-Asfa al-Bakrí
- Al-Asfa al-Jarmí
- Al-Asla al-Arají
- Asla ibn Xarik at-Tamimí
- Àslam Abu-Rafi, mawla del profeta Muhàmmad
- Àslam al-Habaixí al-Àswad
- Àslam ar-Raí l-Àswad
- Àslam at-Taí
- Àslam ibn al-Hàrith ibn Abd-al-Múttalib
- Àslam ibn Aws
- Àslam ibn Bajara
- Àslam ibn Jubayra ibn Hussayn
- Àslam ibn Salim
- Àslam ibn Umayra ibn Umayya al-Ansarí
- Àslam, mawla d’Úmar ibn al-Khattab
- Asmà bint Abi-Bakr ♀
- Asmà bint Umays ♀
- Asmà bint Yazid ♀
- Asmà ibn Hàritha ibn Saïd
- Asma ibn Màlik al-Kabí
- Asmà ibn Rabban ibn Muàwiya
- Àsmar ibn Mudris at-Taí
- Al-Asqa, wàlid de Wàthila ibn al-Asqa
- Àsram aix-Xuqrí
- Àsram Amr ibn Thàbit ibn Waqx al-Ansarí
- Àssad al-Khayr
- Àssad ibn Abd-Al·lah
- Àssad ibn Abd-Al·lah ibn Màlik
- Àssad ibn Akhi-Khadija
- Àssad ibn Atiyya ibn Ubayd
- Àssad ibn Hàritha al-Kalbí
- Àssad ibn Hiram al-Khazrají
- Àssad ibn Kab al-Quradhí
- Àssad ibn Karz ibn Àmir al-Bajalí
- Àssad ibn Khuwaylad
- Àssad ibn Khuzayma
- Àssad ibn Sahl ibn Hanif
- Àssad ibn Salama al-Aixhalí
- Àssad ibn Suayya al-Quradhí
- Àssad ibn Ubayd al-Qardhí al-Yahudí
- Àssad ibn Yarbú al-Ansarí
- Àssad ibn Yazid ibn al-Fàkih
- Àssad ibn Zurara
- Àssad, mawla del profeta Muhàmmad
- Al-Àswad ibn Abd-Al·lah as-Suddussí al-Yamamí o Abd-Al·lah ibn al-Àswad
- Al-Àswad ibn Abi-l-Àswad an-Nahdí
- Al-Àswad ibn Abs ibn Asmà ibn Wahb
- Al-Àswad ibn Àbyad
- Al-Àswad ibn al-Bakhtarí ibn Khuwaylid
- Al-Àswad ibn Àsram al-Muharibí
- Al-Àswad ibn Awf al-Quraixí az-Zuhrí
- Al-Àswad ibn Halal al-Muharibí
- Al-Àswad ibn Haram
- Al-Àswad ibn Hàzim ibn Safwan
- Àswad ibn Imran al-Bakrí o Imran ibn al-Àswad
- Al-Àswad ibn Khàlaf ibn Abd-Yaghuth al-Quraixí az-Zuhrí
- Al-Àswad ibn Khitama al-Kananí
- Al-Àswad ibn Khuzaí o Khuzaí ibn al-Àswad as-Sulamí
- Al-Àswad ibn Màlik al-Assdí al-Yamamí
- Al-Àswad ibn Nàwfal ibn Khuwaylid al-Quraixí al-Assadí
- Al-Àswad ibn Rabia
- Al-Àswad ibn Sàlama al-Kindí
- Al-Àswad ibn Sarí at-Tamimí as-Sadí
- Al-Àswad ibn Sufyan al-Quraixí al-Makhzumí
- Al-Àswad ibn Thàlaba al-Yarbui
- Àswad ibn Uwaym as-Suddussí
- Al-Àswad ibn Wahb o Wahb ibn al-Àswad
- Al-Àswad ibn Zayd al-Ansarí
- Al-Àswad, mawla d’Àmir ibn al-Àswad
- Àthbaj al-Abdí
- Athila al-Khuzaí
- Athila bint Ràixid al-Hadhliyya ♀
- Àtika bint Zayd ibn Amr ♀
- Attab ibn Assid
- Al-Àwar ibn Bixama al-Anbarí
- Aws ibn Thàbit
- Àyan ibn Dubaya ibn Nàjiya ibn Uqqal
- Àzhar ibn Abd-Awf
- Àzhar ibn Khumaysa
- Àzhar ibn Múnqir
- Àzhar ibn Qays
- Al-Àzraq ibn Uqba

## B
- Baixir ibn Sad
- Al-Barà ibn Àzib
- Barà ibn Màlik al-Ansarí
- Al-Barà ibn Marur
- Baraka Umm-Ayman ♀
- Bilal ibn Rabah
- Bixr ibn al-Barà
- Burayda ibn al-Hussayb

## D
- Dihya ibn Khalifa al-Kalbí

## F
- Al-Fadl ibn al-Abbàs
- Fàtima az-Zahrà ♀
- Fayruz ad-Daylamí

## H
- Habib ibn Zayd al-Ansarí
- Hafsa bint Úmar ibn al-Khattab ♀
- Hàixim ibn Utba
- Hakim ibn Hizam
- Halima as-Sadiyya ♀
- Hamza ibn Abd-al-Múttalib
- Hàndhala ibn Abi-Àmir
- Al-Hàrith ibn al-Hàrith
- Al-Hàrith ibn Rubí
- Al-Hàssan ibn Alí
- Hassan ibn Thàbit
- Hàtib ibn Abi-Baltaa
- Hawà al-Ansariyya ♀
- Hind bint Uqba ♀
- Hudhayfa ibn al-Yaman al-Absi
- Hurqús ibn Zuhayr as-Sadí
- Al-Hussayn ibn Alí

## I
- Ibrahim Abu-Rafi
- Ibrahim al-Aixhalí
- Ibrahim al-Ansarí
- Ibrahim an-Najjar
- Ibrahim ath-Thaqafí
- Ibrahim at-Taifí
- Ibrahim ibn Abbad ibn Assaf
- Ibrahim ibn Abd-Al·lah
- Ibrahim ibn Abd-ar-Rahman al-Udhrí
- Ibrahim ibn Abd-ar-Rahman az-Zuhrí
- Ibrahim ibn al-Hàrith
- Ibrahim ibn Ibad
- Ibrahim ibn Jàbir
- Ibrahim ibn Khal·lad
- Ibrahim ibn Muhàmmad
- Ibrahim ibn Nuaym
- Ibrahim ibn Qays ibn Hajr
- Ikrima ibn Abi-Jahl
- Imran ibn al-Àswad o Àswad ibn Imran al-Bakrí
- Imran ibn Hussayn
- Ishaq al-Ghanawí
- Ismaïl ibn Abd-Al·lah al-Ghifarí
- Ismaïl ibn Saïd ibn Ubayd
- Issaf ibn Anmar as-Sulamí

## J
- Jàbir ibn Abd-Al·lah
- Jàfar ibn Abi-Sufyan
- Jàfar ibn Abi-Tàlib
- Jàriya ibn Qudama al-Muhàrriq
- Jubay ibn Mútim
- Jubayr ibn Abd-Al·lah ibn Jàbir al-Bajlí
- Júndub ibn Abd-Al·lah ibn Sufyan al-Bajlí
- Júndub ibn Junada o Abu-Dharr al-Ghifarí
- Júndub ibn Kab
- Júndub ibn Zuhayr
- Juwayriya bint al-Hàrith ♀

## K
- Kab ibn Màlik
- Kab ibn Ujra
- Kab ibn Zuhayr
- Kayra bint Abi-Hadr al-Aslamí ♀
- Khabbab ibn al-Aratt
- Khabbab, wàlid d’Atà
- Khadija bint Khuwàylid ♀
- Khàlid ibn al-Walid
- Khàlid ibn Saïd ibn al-As
- Khawla bint Àmir ♀
- Khubayb ibn Adí al-Ansarí
- Khuzaí ibn al-Àswad as-Sulamí o Al-Àswad ibn Khuzaí

## L
- Labid ibn Rabia al-Amirí
- Layla bint Abu-Hathma ♀

## M
- Màkhnaf ibn Salim
- Malika bint Milhan ♀
- Màriya al-Qibtiyya ♀
- Màslama ibn Mukhàl·lad al-Ansarí
- Maymuna bint al-Hàrith ♀
- Al-Miqdad ibn al-Àswad al-Kindí
- Al-Miqdad ibn Amr
- Al-Miqdad ibn Àswad
- Al-Miqdam ibn Madí Karb
- Muadh ibn Jàbal
- Muàwiya ibn Abi-Sufyan
- Muàwiya ibn Khudayj
- Múdrik ibn al-Hàrith
- Al-Mughira ibn Xuba
- Muhàmmad ibn Màslama
- Mússab ibn Umayr
- Al-Muthanna ibn Hàritha

## N
- An-Nàbigha al-Jadí
- Nuaym ibn Massud
- An-Numan ibn Baixir
- An-Numan ibn Muqàrrin
- Nussayba bint al-Hàrith ♀
- Nussayba bint Kab ♀

## Q
- Al-Qaqà ibn Amr
- Al-Qàssim ibn Muhàmmad
- Qútham ibn al-Abbàs ibn Abd-al-Múttalib al-Haiximí

## R
- Rabia ibn Kab al-Aslamí
- Rafi ibn Khudayj
- Ramla bint Abi-Sufyan ♀
- Rumaysa bint Milhan ♀
- Ruqayya bint Muhàmmad ♀

## S
- Sad ibn Abi-Waqqàs
- Sad ibn Muadh
- Sad ibn Ubada
- Safiyya bint Abd-al-Múttalib ♀
- Safiyya bint Huyayy ibn Àkhtab ♀
- Sahl ibn Sad
- Saïd ibn Àmir al-Jumahí
- Saïd ibn Zayd
- Salama ibn Sad al-Anzí
- Sàlim, mawla d’Abu-Hudhayfa
- Salman al-Farissí
- Sassaa ibn Suhan
- Sawda bint Zama ♀
- Safwan ibn Umayya
- Sayfí ibn al-Àslat
- Sirín bint Xamun ♀
- Sufyan ibn Awf
- Suhayb ar-Rumí
- Suhayl ibn Amr
- Sukhr ibn Wadi
- Sumayya bint Khayyat ♀
- Suraqa ibn Màlik

## T
- Thàbit ibn ad-Dahdah
- Thàbit ibn Qays
- Thamim al-Ansarí
- Talha ibn Ubayd-Al·lah
- Tamim ad-Darí
- Tamim Abu-Ruqayya
- Tàriq ibn Xihab al-Bajlí
- Thumama ibn Uthal
- Tufayl ibn Amr ad-Dawsí

## U
- Ubada ibn as-Sàmit
- Ubayd-Al·lah ibn al-Abbàs
- Ubayda ibn al-Hàrith
- Ubayy Hamid al-Saidí
- Ubayy ibn Ajlan al-Bahilí
- Ubayy ibn al-Qàixab al-Azdí
- Ubayy ibn Kab ibn Abd-Thawr al-Muzní
- Ubayy ibn Kab ibn Qays
- Ubayy ibn Màlik al-Quxayrí
- Ubayy ibn Muadh ibn Anas
- Ubayy ibn Thàbit al-Ansarí
- Ubayy ibn Umara
- Ubayy ibn Umayya ibn Hurthan
- Ubayy ibn Xariq o Al-Àkhnas ibn Xariq ibn Amr
- Udhayna ibn Sàlama ibn al-Hàrith
- Ukkaixa ibn Mihsan al-Asadí
- Úmar ibn al-Khattab
- Umayr ibn Sad al-Ansarí
- Umayr ibn Wahb
- Umm-Habiba ♀
- Umm-Hakim ♀
- Umm-Hani bint Abi-Tàlib ♀
- Umm-Kulthum bint Muhàmmad ♀
- Umm-Kulthum bint Uqba ♀
- Umm-Qays bint Múhsin al-Asadiyya ♀
- Umm-Sàlama ♀
- Umm-Salim bint Milhan ♀
- Umm-Umara ♀
- Uqba ibn Àmir
- Urwa ibn az-Zubayr ibn al-Awwam
- Ussama al-Hanafí
- Ussama ibn Akhdarí at-Tamimí
- Ussama ibn Khuraym
- Ussama ibn Umayr ibn Àmir
- Ussama ibn Xarik ath-Thalabí
- Ussama ibn Zayd ibn Hàritha
- Ussayd ibn Abi-Unas
- Ussayd ibn Abi-Ussayd
- Ussayd ibn Amr
- Ussayd ibn Hudayr
- Ussayd ibn Jàriya
- Ussayd ibn Karz
- Ussayd ibn Safwan
- Utba ibn Ghazwan
- Uthal ibn an-Numan al-Hanafí
- Uthman ibn Affan
- Uthman ibn Madhun
- Uthman ibn Talha
- Uzayhar, mawla de Suhayl ibn Amr

## W
- Wàbar ibn Màixhar
- Wàbissa ibn Màbad
- Waddaa ibn Abi-Waddaa
- Waddaa ibn Abi-Zayd
- Waddaa ibn Khudham
- Waddan ibn Zar
- Wadfa ibn Iyàs
- Wadia ibn Amr
- Wadia ibn Khudhan
- Wafra ibn Nàfir al-Baathí
- Wahb al-Jayxaní
- Wahb ibn Abd-Al·lah ibn Múhsin
- Wahb ibn Abd-Al·lah ibn Múslim
- Wahb ibn Abd-Al·lah ibn Qàrib
- Wahb ibn Abi-Sarh
- Wahb ibn al-Àswad
- Wahb ibn Amr al-Assadí
- Wahb ibn as-Samà
- Wahb ibn Hamza
- Wahb ibn Hudhayfa
- Wahb ibn Khunayx
- Wahb ibn Khuwaylid
- Wahb ibn Kilda
- Wahb ibn Màqil
- Wahb ibn Qabus
- Wahb ibn Qays
- Wahb ibn Sad
- Wahb ibn Umayra
- Wahb ibn Umayya
- Wahb ibn Zama
- Wahb, wàlid d’Uthman
- Wahban ibn Sayfi
- Wahxí ibn Harb
- Wàïl al-Qil
- Wàïl ibn Abi-l-Quays
- Wàïl ibn Hajr
- Wajz ibn Ghàlib
- Wala ibn Yazid
- Al-Walid ibn Abd-Xams
- Al-Walid ibn al-Qàssim
- Al-Walid ibn al-Walid ibn al-Mughira
- Al-Walid ibn Jàbir
- Al-Walid ibn Qays
- Al-Walid ibn Ubada
- Al-Walid ibn Umara
- Al-Walid ibn Uqba
- Al-Walid ibn Zufr
- Wàqid Abu-Mirwah
- Wàqid ibn Abd-Al·lah
- Wàqid ibn al-Hàrith
- Wàqid, mawla del profeta Muhàmmad
- Waqqàs ibn Màjzar
- Waqqàs ibn Qumama
- Waraqa ibn Hàbis
- Wàraqa ibn Nàwfal
- Ward ibn Khàlid as-Sulamí
- Wardan al-Jinní
- Wardan ibn Ismaïl
- Wardan ibn Màkhram
- Wardan, jadd d’Al-Furat
- Wardan, mawla del profeta Muhàmmad
- Wassi ibn Habban
- Wàssila ibn Habbab
- Wàthila ibn al-Asqa
- Wàthila ibn al-Khattab
- Al-Wazi Abu-Dharih
- Al-Wazi ibn az-Zari
- Al-Wàzim ibn Zar
- Wizr ibn Suddús
- Wuhuj ibn al-Àslat

## X
- Xarhabil ibn Hasna
- Xujà ibn Wahb al-Assadí

## Y
- Yafudhan ibn Yafdiduwayh
- Yahya ibn Abd-ar-Rahman
- Yahya ibn al-Handhaliyya
- Yahya ibn Àssad ibn Zurara
- Yahya ibn Hakim
- Yahya ibn Hani
- Yahya ibn Hind
- Yahya ibn Khal·lad
- Yahya ibn Nufayr
- Yahya ibn Saïd
- Yahya ibn Sayfí
- Yahya ibn Umayr
- Yahya ibn Ussayd
- Yaïx al-Juhní
- Yaïx ibn Tukhfa
- Yaïx, ghulam dels Banu-l-Mughira
- Yala
- Yala al-Amirí
- Yala ibn Hamza
- Yala ibn Hàritha
- Yala ibn Murra
- Yala ibn Umayya
- Al-Yaman ibn Jàbir
- Yàmar as-Sadí
- Yamin ibn Yamin
- Yaqub al-Qubtí
- Yaqub ibn al-Hussayn
- Yaqub ibn Aws
- Yaqub ibn Zama
- Yarbú Abu-l-Jad
- Yassar Abu-Fukayha
- Yassar Abu-Hind al-Hajjam
- Yassar al-Habxí
- Yassar al-Khaffaf
- Yassar ar-Raí
- Yassar ibn Abd
- Yassar ibn al-Àtwal
- Yassar ibn al-Hàrith
- Yassar ibn Azàyhar
- Yassar ibn Bilal
- Yassar ibn Sab
- Yassar ibn Suwayd
- Yassar, jadd de Muhàmmad ibn Ishaq
- Yassar, mawla d’Abu-l-Hàytham
- Yassar, mawla d’Al-Mughira ibn Xaba
- Yassar, mawla d’Amr
- Yassar, mawla de Fudala ibn Hilal
- Yassir ibn al-Ànbas
- Yàssir ibn Àmir
- Yassir ibn Amr
- Yassir ibn Amr al-Kindí
- Yazdad al-Farissí
- Yazid Abu-Abd-ar-Rahman
- Yazid Abu-Hani
- Yazid Abu-Man
- Yazid Abu-s-Sàïb al-Azdí
- Yazid Abu-s-Sàïb al-Kindí
- Yazid Abu-Úmar
- Yazid al-Uqaylí
- Yazid ibn Abd
- Yazid ibn Abd-Al·lah
- Yazid ibn Abd-Al·lah al-Bajlí
- Yazid ibn Abd-Al·lah al-Jarrah
- Yazid ibn Abd-Al·lah al-Kindí
- Yazid ibn Abd-Al·lah ibn aix-Xukhayr
- Yazid ibn Abd-al-Maddan
- Yazid ibn Abi-Mansur
- Yazid ibn Abi-Zayd
- Yazid ibn al-Àkhnas
- Yazid ibn al-Àssam
- Yazid ibn al-Àswad al-Amirí
- Yazid ibn al-Hàrith
- Yazid ibn al-Jarrah
- Yazid ibn al-Màhjal
- Yazid ibn al-Mazín
- Yazid ibn al-Múndhir
- Yazid ibn Àmir al-Ansarí
- Yazid ibn Àmir as-Siwaí
- Yazid ibn Amr
- Yazid ibn Amr Abu-Qutba al-Ansarí
- Yazid ibn Amr at-Tamimí
- Yazid ibn an-Numan
- Yazid ibn Àssad ibn Karz al-Bajalí
- Yazid ibn as-Sukn al-Ansarí
- Yazid ibn as-Sukn ibn Rafi
- Yazid ibn Aws
- Yazid ibn Bahram
- Yazid ibn Bardha
- Yazid ibn Damara
- Yazid ibn Dhubyan
- Yazid ibn Hamza
- Yazid ibn Haram
- Yazid ibn Hàtib
- Yazid ibn Hàwthara
- Yazid ibn Hudhayfa
- Yazid ibn Hussayn
- Yazid ibn Itr
- Yazid ibn Jàriya
- Yazid ibn Kab
- Yazid ibn Khàlid al-Asrí
- Yazid ibn Khudara
- Yazid ibn Màbad
- Yazid ibn Mahar Khasru
- Yazid ibn Màlik Abu-Sabra
- Yazid ibn Màlik al-Jafí
- Yazid ibn Murabba
- Yazid ibn Naama
- Yazid ibn Nuaym
- Yazid ibn Nuwayra
- Yazid ibn Qanafa
- Yazid ibn Qatada
- Yazid ibn Qays
- Yazid ibn Qays adh-Dhufrí
- Yazid ibn Qays Akhu-Saïd
- Yazid ibn Qays ibn Khàrija
- Yazid ibn Qys al-Kindí
- Yazid ibn Rakkana
- Yazid ibn Raqix
- Yazid ibn Sàlama ad-Damarí
- Yazid ibn Sàlama al-Jafí
- Yazid ibn Sayf
- Yazid ibn Sinan
- Yazid ibn Suhhar
- Yazid ibn Taama
- Yazid ibn Tàlaq
- Yazid ibn Talha
- Yazid ibn Tamim
- Yazid ibn Thàbit
- Yazid ibn Thàlaba
- Yazid ibn Ubaba
- Yazid ibn Umayr
- Yazid ibn Umayya
- Yazid ibn Unays
- Yazid ibn Ussayd
- Yazid ibn Ussayr
- Yazid ibn Waqx
- Yazid ibn Xarahil
- Yazid ibn Xarij
- Yazid ibn Xarik
- Yazid ibn Xayban al-Azdí
- Yazid ibn Xujra
- Yazid ibn Yuhannis
- Yazid ibn Zama
- Yazid ibn Zayd
- Yazid, wàlid d’Abd-Al·lah ibn Yazid al-Khatamí
- Yazid, wàlid d’al-Hajjaj
- Yazid, wàlid d’Hakim
- Yuhannis ibn Wàbar
- Yuhànnis ibn Wabra
- Yunaq, jadd d’Al-Hàssan ibn Múslim
- Yunus Abu-Muhàmmad adh-Dhafrí
- Yússuf al-Fihrí
- Yússuf ibn Abd-Ilah ibn Salam
- Yuthrabí ibn Awf

## Z
- Zayd al-Khayr
- Zayd ibn Hàritha
- Zayd ibn Sahl al-Ansarí
- Zayd ibn Thàbit
- Zàynab bint Jahx ♀
- Zàynab bint Khuzayma ♀
- Zàynab bint Muhàmmad ♀
- Az-Zubayr ibn al-Awwam
- Zuhayr ibn Salim